# Dannstadt-Schauernheim
Dannstadt-Schaürnheim é um município da Alemanha localizado no distrito de Rhein-Pfalz-Kreis, estado da Renânia-Palatinado.
É membro e sede do Verbandsgemeinde de Dannstadt-Schauernheim.